# Melodije morja in sonca 1987
X. Melodije morja in sonca so potekale 18. julija 1987 v Avditoriju Portorož.
Zmagala je skupina Bazar s pesmijo Amerika.

## Tekmovalne skladbe
| #   | Izvajalec               | Naslov pesmi          |
| --- | ----------------------- | --------------------- |
| 1.  | Agropop                 | Živele Slovenke       |
| 2.  | Eva & Tomaž (Kozlevčar) | Najine noči           |
| 3.  | Marijan Smode           | Solze                 |
| 4.  | Liana Rotter            | Hollywood             |
| 5.  | 12. nasprotje           | Kristina              |
| 6.  | Rosana (Brajko)         | Moj svijet            |
| 7.  | Stane Vidmar            | Vrni mi ljubezen      |
| 8.  | Vladi Bonin             | Domani tutto cambiera |
| 9.  | Obvezna smer            | Maj                   |
| 10. | Žare Cergolj            | Obala moja            |
| 11. | Gu-gu                   | Čau bau               |
| 12. | Gino D'Eliso            | Evropa hotel          |
| 13. | Joker                   | Pojem ti              |
| 14. | Josipa Lisac            | Jutro                 |
| 15. | Kompas                  | Nudo kamps            |
| 16. | Roberto                 | Tu                    |
| 17. | Simona Weiss            | Pokaži mi             |
| 18. | Bazar                   | Amerika               |

## Nagrade
- Nagrade občinstva:
  - 1. nagrada: Bazar, Amerika (Danilo Kocjančič/Drago Mislej)
  - 2. nagrada: Agropop, Živele Slovenke (Aleš Klinar/Polde Poljanšek)
  - 3. nagrada: Josipa Lisac, Jutro (Krešo Klemenčić/Eni Kondić)
- Nagrada za najboljšo interpretacijo: Josipa Lisac
- Nagrada za najboljši nastop: Agropop
- Nagrada strokovne žirije: Rosana Brajko, Moj svijet (Matjaž Murko/Rosana Brajko)
- Nagrada za najboljše besedilo: Rosana Brajko, Moj svijet
- Nagrada za najboljšega debitanta in za najbolj obetavnega izvajalca: Vladi Bonin